# 朱漢
朱漢（?—191年），東漢末年人物，袁紹部下為都官從事。與韓馥有嫌隙，於是擅自發兵包圍韓馥的住處，朱漢拔刀進屋，韓馥逃上樓，朱漢捉到韓馥的長子，用鐵鎚敲斷他的兩腳，袁紹立刻逮捕處死朱漢
。